# Requiescat in pace
Pour les articles homonymes, voir RIP.
Ne doit pas être confondu avec Repose en paix.
Requiescat in pace (RIP) est une locution latine signifiant « Qu'il/elle repose en paix ». Elle est issue de la prière catholique pour les défunts prononcée lors de la messe de requiem, :
℣. Requiem æternam dona ei, Domine.

℟. Et Lux perpetua luceat ei.

℣. Requiescat in pace.

℟. Amen.

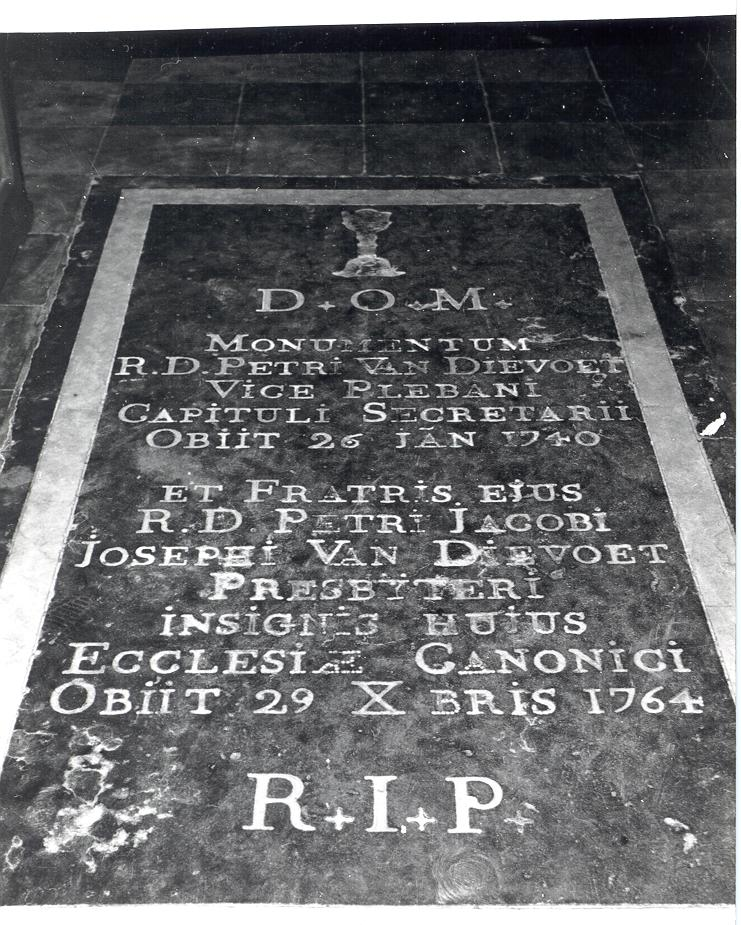
R.I.P. dans la collégiale Saints-Pierre-et-Guidon à Anderlecht, sur la tombe des frères Van Dievoet : Pierre (1697-1740), vice-pléban et secrétaire du chapitre d'Anderlecht, et Pierre-Jacques-Joseph (1706-1764), chanoine.

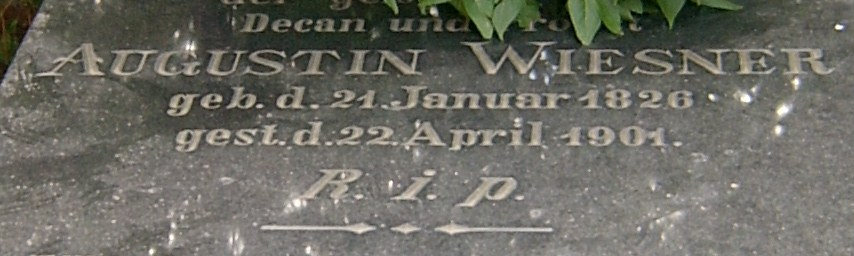
R.I.P. sur une tombe allemande (province de Prusse-Orientale)

℣. Donne-lui le repos éternel, Seigneur.

℟. Et que la lumière éternelle l'illumine.

℣. Qu'il repose en paix.

℟. Ainsi soit-il.
On la traduit généralement en français par « Repose en paix ». Cette expression est également connue sous la forme « Riposi in pace » en italien ou « Rest in Peace » en anglais.
Cette formule apparaît sur les tombes ou les stèles funéraires dans la plupart des pays chrétiens.
Cette locution est aussi le titre d'un poème de Léo Ferré.